# 陶卡奇·卡罗伊
陶卡奇·卡罗伊（匈牙利語：Takács Károly，1910年1月21日—1976年1月5日），匈牙利男子射击运动员。他曾代表匈牙利参加1948年、1952年和1956年夏季奥林匹克运动会射击比赛，共获得二枚金牌。